# Derris robusta
Derris robusta es una especie de árbol del género Derris originario de Asia.

## Descripción
Son árboles, que alcanzan un tamaño de 10-15 m de altura, de hojas caducas. Las ramas pubescentes poco escasas, glabrescentes. Hojas 13-21- folioladas; raquis 10-15 cm, incluyendo el pecíolo 1,5-4 cm; láminas de las hojuelas oblongas a obovadas, 1,5-4 × 0,9-1,5 cm, membranosa, ambas superficies puberulentas o adaxialmente glabras, la base oblicuamente cuneiforme, ápice obtuso y poco cuspidado. Pseudoracimos axilares, alargados, de 5-15 cm; raquis nodos con 2 o 3 fascículos de flores. Pedicelo de 4-5 mm, delgado. Flores de 8 mm. Cáliz acampanado, de 2-5 mm, sericeous exterior; dientes diminutos, deltoides. Corola blanca, pétalos de garras; orbicular-subcordadas estándar. Puberulentas ovario. Leguminosas lineal rectangular y plana, 3,5-5 × 0,9-1 cm, glabra o puberulentas, ambos extremos se estrecharon; sutura adaxial con un ala ancha de 2-3 mm. Semillas 1-5 (-10) por las leguminosas. Fl. febrero-abril, fr. mayo-ene. Tiene un número de cromosomas de 2 n = 22.

## Distribución y hábitat
Se encuentra en las cuestas de montaña; a una altitud de 300-1600 metros en Yunnan, India, Laos, Myanmar, Tailandia y Vietnam.

## Propiedades
Derrubona es una isoflavona, un tipo de flavonoide, originalmente aislado de D. robusta.

## Taxonomía
Derris robusta fue descrita por (Roxb. ex DC.) Benth. y publicado en Journal of the Proceedings of the Linnean Society 4(Suppl.): 104. 1860.
Sinonimia
- Brachypterum platyphyllum Miq.
- Brachypterum robustum (Roxb. ex DC.) Dalz. & A. Gibson
- Dalbergia robusta DC.
- Deguelia robusta (Roxb.) Taub.
- Derris polyphylla (Miq.) Benth.
- Pterocarpus robusta (Roxb. ex DC.) Kuntze[4]